# ВЧ-связь (энергетика)
ВЧ-связь (высокочастотная связь) — комплекс оборудования связи, использующего в качестве среды передачи провода и кабели высоковольтных линий электропередачи. Приемопередатчики ВЧ-связи обычно устанавливаются по концам ЛЭП на территории подстанций.

## Применение
В основном, ВЧ-связь используется для нужд электростанций и подстанций: для организации голосовой связи телефонная и диспетчерская связь), передачи данных (АСУТП, телемеханика, АИИС КУЭ), организации работы систем РЗА и ПА (передача дискретных команд ускорения и блокировки защит, передача токового сигнала ДФЗ) .
Также ВЧ-связь используется для связи с оперативно-выездными бригадами (с использованием переносных приёмопередатчиков), определения места повреждения высоковольтных линий, организации работы автоматических систем определения гололёдообразования.

## Принцип работы
Работа систем ВЧ-связи строится на передаче модулированной электромагнитной волны по проводам и тросам линий электропередач. Похожие системы используются в кабельных системах связи ГТС, но есть существенные отличия:
- устройства присоединения должны обеспечить изоляцию приёмопередатчиков от высокого напряжения ЛЭП, в том числе от импульсных перенапряжений (при ударе молнии);
- напряжённость электромагнитного поля ослабевает при удалении от проводников ЛЭП значительно медленнее, чем в кабельных системах связи, поэтому системы ВЧ-связи являются сильным источником помех для систем радиосвязи, и сами подвержены влиянию сторонних источников ЭМИ (то же относится и к взаимному влиянию трактов ВЧ-связи друг на друга);
- сложная зависимость затухания сигнала от частоты в трактах ВЧ-связи.
- множество сильных источников помех: коронные и дуговые разряды ЛЭП, разряды при переключениях коммутационных аппаратов подстанций.

В СНГ рабочие полосы каналов ВЧ-связи располагаются в диапазоне частот от 20 до 1000 кГц. При выборе частот этот диапазон разбивается на полосы по 4 кГц и выбор производится так, чтобы рабочие полосы частот каналов для каждого из направлений передачи информации располагались внутри одной полосы 4 кГц (для одноканального оборудования) или внутри полосы 4*n кГц (для n-канального оборудования). Диапазоны смежных комплектов аппаратуры связи обычно отделяются заградительной полосой в 4 кГц.
В пределах полного диапазона имеется ряд полос частот, запрещённых для ВЧ-связи по условиям ЭМС с системами аэронавигации и радиоэлектронными средствами народного хозяйства.
В основном используются симплексные каналы, и для построения полноценного канала связи требуется выделение двух частотных диапазонов. Основное исключение — системы дифференциально-фазной защиты линий (ДФЗ), работающие в полудуплексном режиме в одном частотном диапазоне.

## Приемопередающие устройства

### Аналоговые системы связи
Изначально системы ВЧ-связи создавались для организации голосовых (телефонных) каналов связи тональной частоты (отсюда и выбор стандартной полосы 4 кГц). В аналоговом режиме полезный сигнал передаётся в режиме амплитудной модуляции с одной боковой полосой и частично подавленой несущей.
Традиционно подключение аппаратов диспетчерской связи осуществляется по четырёхпроводным линиям с сигнализацией АДАСЭ: в таких системах команды управления передаются специальными частотными сигналами в голосовом тракте, и цепи телефонной сигнализации не требуются.
Для передачи данных используются модемы каналов тональной частоты. Возможно использование стандартных модемов, например V.34 (при возможности подключения к четырёхпроводной линии), но предпочтительно использование специальных модемов, способных работать в условиях сильных шумов, нелинейной АЧХ и в надтональном частотном диапазоне.
Возможности аналоговых каналов связи могут быть расширены путём уплотнения: диапазон 4 кГц разделяется на 2 или 3 поддиапазона. При этом поддиапазон низкой частоты используется для голосовой связи, а дополнительные (наддтональные) — для передачи данных модемами надтонального спектра.
Современные аналоговые устройства ВЧ-связи оснащаются системами цифровой обработки сигнала (фильтрация от помех, автоматическая настройка параметров тракта, эквалайзер), встроенными модемами, блоками телефонной автоматики (подключение к АТС и телефонному аппарату по двухпроводной линии FXO/FXS), средствами диагностики, удалённого управления и др.

### Цифровые системы связи
В цифровых системах сигнал в рабочем диапазоне (n*4 кГц) передаётся широкополосным модемом, а абонентские каналы подключаются к специализированному мультиплексору.

## Устройства присоединения
Устройство присоединения предназначено для передачи высокочастотного сигнала от передатчика в ЛЭП и от ЛЭП к приёмнику. При этом должны обеспечиваться: гальваническая изоляция приёмопередатчиков от высокого напряжения промышленной частоты и согласование волновых сопротивлений ЛЭП и ВЧ-кабеля.
На ЛЭП класса напряжения 35…1150 кВ практически всегда используются устройства присоединения, состоящие из высоковольтного конденсатора связи и трансформаторного согласующего фильтра (т. н. фильтра присоединения).
Наиболее часто применяется на ВЛ с напряжением 35, 110 и 220 кВ.

L — ВЧ-заградитель;

С — конденсатор связи;

Cu — подставка конденсатора;

Z — фильтр присоединения;

S — разъединитель однополюсный.
На ЛЭП среднего (6…20 кВ) и низкого (0,4 кВ) класса напряжения могут использоваться другие схемы присоединения, например конденсаторный делитель.
К устройству присоединения также относится высокочастотный заградитель, снижающий шунтирующее действие оборудования подстанции для ВЧ сигнала.